# Senat Rzeczypospolitej Polskiej IV kadencji (1997–2001)
Senat IV kadencji – skład Senatu IV kadencji wyłoniony został w wyborach do Sejmu i Senatu przeprowadzonych 21 września 1997.

## Kadencja Senatu
Kadencja Senatu rozpoczęła się 20 października 1997 i trwała do 18 października 2001.

## Marszałek Senatu
Urząd marszałka był nieobsadzony 20 października 1997. Funkcję tę pełniła Alicja Grześkowiak od 21 października 1997 do 18 października 2001.